# AdMaS
AdMaS – Pokročilé stavební materiály, konstrukce a technologie (Advanced Materials, Structures and Technologies) je vědecké centrum a komplexní výzkumná instituce v oblasti stavebnictví, sídlící v Medlánkách v Brně. Centrum AdMaS představuje vědecko-výzkumný projekt Fakulty stavební Vysokého učení technického v Brně, který se zaměřuje na výzkum, vývoj a aplikace pokročilých stavebních materiálů, konstrukcí a technologií v oblasti stavebnictví, dopravních systémů a infrastruktury měst a obcí.

## Zaměření centra
Tato výzkumná instituce provádí jak základní výzkum vědeckých pracovníků Fakulty stavební Vysokého učení technického v Brně, tak spolupracuje s průmyslovým sektorem nejen v oblasti stavebnictví. V rámci tzv. smluvního výzkumu centrum AdMaS nabízí stavebním firmám, výrobcům staviv, projektantům, subjektům státní správy a samosprávy, správcům dopravních cest, energetickým společnostem a dalším realizaci výzkumné a vývojové činnosti v široké škále odvětví, díky které mohou firmy rozvinout svůj inovační potenciál prostřednictvím využití poznatků základního i aplikovaného výzkumu.
Mezi výzkumné aktivity centra AdMas patří:
- Komplexní posouzení vlastností a testování materiálů, zkoumání příčin procesu degradace stavebních hmot,
- Výzkum a vývoj nových stavebních hmot a progresivních výrobních technologií včetně optimalizace stávajících výrobních procesů,
- Nová konstrukční a materiálová řešení nosných stavebních konstrukcí, konstrukcí dopravních staveb a aplikace diagnostických a zkušebních metod v oblasti hodnocení aktuálního stavebně-statického stavu existujících konstrukcí, např. aplikace nekovových materiálů pro vyztužování konstrukcí,
- Technologie nakládání s odpadními vodami, pitnou vodou, nakládáním s odpady,
- Optimalizace a zefektivnění toků energií v budovách a regionech,
- Řešení problematiky navrhování, měření a vyhodnocování technického stavu inženýrských sítí,
- Analýza nosných konstrukčních systémů s využitím moderních simulačních metod,
- Výpočty a simulace konstrukčních detailů, prvků a dílců.

## Historie centra

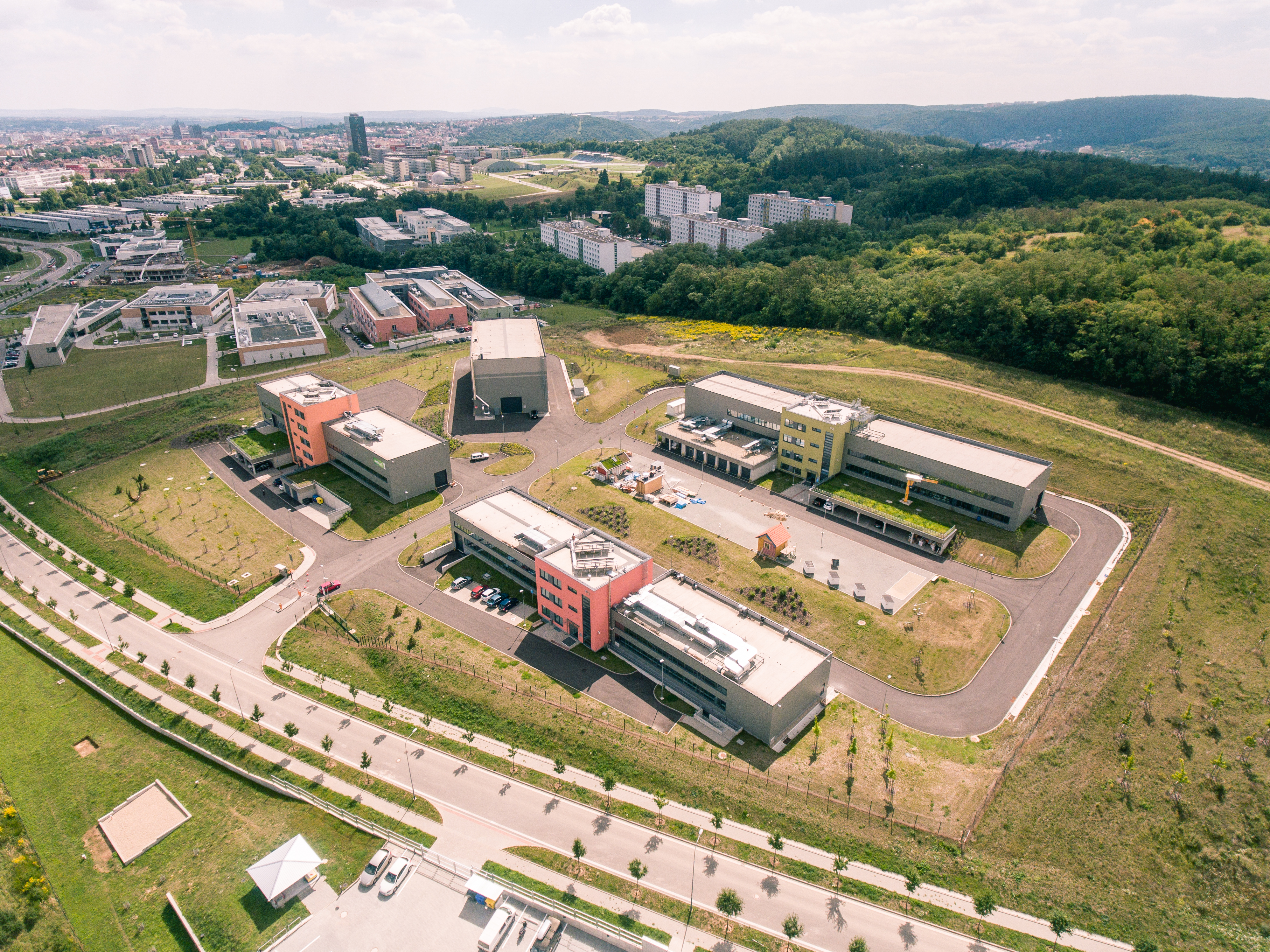
Centrum AdMaS z ptačí perspektivy

Projekt vzniku centra AdMaS byl financován z operačního programu Výzkum a vývoj pro inovace (prioritní osy 2) řízeného Ministerstvem školství, mládeže a tělovýchovy České republiky. Realizace projektu byla spuštěna 1. 1. 2011, kdy vedle výstavby výzkumné infrastruktury (základní kámen byl položen 11. 12. 2012) byla zahájena řada aktivit, jako např. uzavření dohod o spolupráci s evropskými významnými univerzitními a výzkumnými centry. Plný provoz byl zahájen v prvním pololetí roku 2015. Celkově byl projekt  financován ze strukturálních fondů EU částkou 818 milionů Kč.
Centrum AdMaS disponuje moderním laboratorním zázemím se špičkovým vybavením s více než 250 přístroji v hodnotě téměř 300 milionů Kč. Areál se skládá celkově ze čtyř objektů (tří laboratorních pavilonů a jedné testovací haly) o celkové ploše 5 372 m² (včetně laboratorních, skladovacích a kancelářských prostor). Výzkumné centrum je součástí rozsáhlého výzkumného komplexu, který je postupně budován v areálu v Brně-Králově Poli a Medlánkách, v sousedství dalších vědeckých center (CEITEC, NETME), Jihomoravského inovačního centra, Technologického parku Vysokého učení technického v Brně (Fakulta chemická, strojní, elektrotechniky, podnikatelská) nebo technologického inkubátoru VUT v Brně.

## Struktura centra

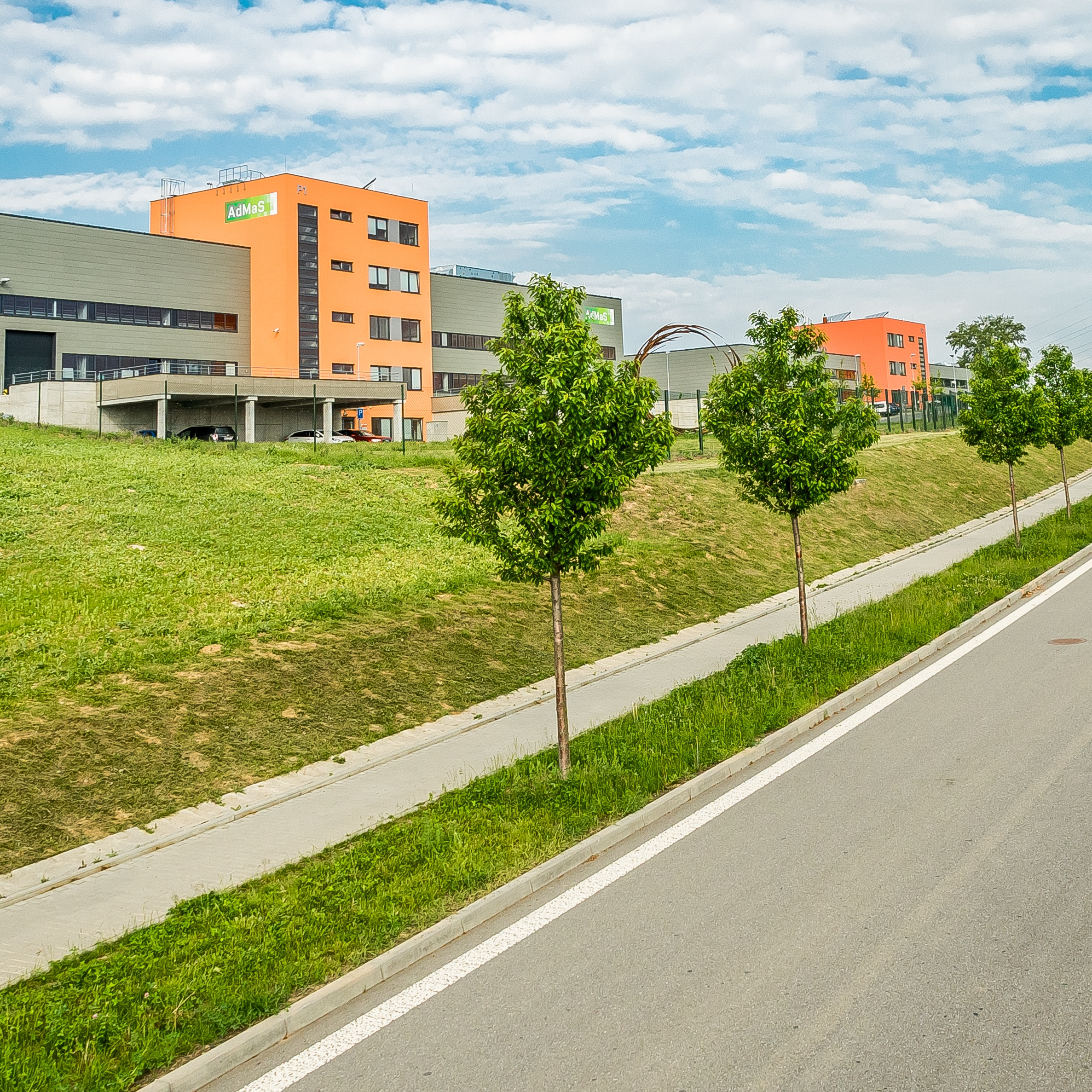
Centrum AdMaS

Centrum AdMaS se skládá ze tří zájmových seskupení:
- Pokročilé stavební materiály: jedním z hlavním odborných zaměření výzkumu je studium a hodnocení struktury a mikrostruktury materiálů a surovin s cílem zjištění podstatných vlastností nezbytných pro jejich optimální využití ve stavebních hmotách; dále sledování a zkoumání příčin procesu degradace stavebních hmot a tvorba postupů pro zvyšování jejich trvanlivosti.
- Pokročilé stavební konstrukce a dopravní stavby: hlavní činnosti jsou zaměřeny na výzkum a vývoj nových a existujících nosných stavebních konstrukcí a konstrukcí dopravních staveb, aplikaci diagnostických a zkušebních metod v oblasti hodnocení aktuálního stavebně technického stavu existujících konstrukcí. Nedílnou součástí je i experimentální ověřování nosných konstrukcí a systémů v laboratorních i terénních podmínkách. Významným výzkumným tématem je také rozvoj technologií BIM.
- Ekonomika a životní prostředí: zájmové seskupení se zabývá aplikovaným výzkumem v oblastech technologií životního prostředí, geodesie, managementu stavebnictví a energetické diagnostiky budov a regionů.